# Lucia Guerrini
Lucia Guerrini (Lodi, 1931 – Lodi, 1990) è stata un'archeologa italiana.

## Biografia
Figlia di Erminio e Velia Perniceni, mentre è al liceo, sviluppa un forte interesse per l'antichità greca e romana che la porta a studiare lettere classiche all'Università degli Studi di Milano. Si laurea con lode nel 1954 con una tesi su Le stoffe copte del Museo archeologico di Firenze., pubblicata nel 1957.

## Attività professionale
Partecipa agli scavi di Festo a Creta e, a partire dal 1958, cura l'Enciclopedia dell'arte antica, classica e orientale.
Incoraggiata da Giovanni Becatti, prosegue i suoi studi presso la Scuola Italiana di Archeologia  ad Atene. Si trasferisce, poi, a Roma dove lavora come assistente di Ranuccio Bianchi Bandinelli, allora professore di archeologia alla Sapienza. Nel 1962 entra a far parte della redazione di Archeologia classica, con cui collaborerà per molti anni e partecipa attivamene ai dibattiti sul rinnovamento dell'archeologia italiana documentati sulla rivista Dialoghi di archeologia. Nel 1964 collabora con Becatti, che sostituisce alla cattedra di archeologia. Negli anni Sessanta approfondisce la sua ricerca sull'iconografia greca e romana, trascorrendo diversi periodi ad Atene. Il suo lavoro è documentato in varie riviste, tra cui Annuario della Scuola archeologica italiana di Atene e Archeologia classica.
A metà degli anni Sessanta intensifica la sua collaborazione con Sergio Donadoni in Egitto, partecipando allo scavo della città romana di Antinoöpolis. Successivamente, nel 1973 viene nominata docente ordinaria di archeologia e storia greca e romana alla Sapienza di Roma.
Con gli anni Settanta avvia un nuovo campo di studi, occupandosi delle collezioni di antichi manufatti. nascono così suoi due volumi: Marmi antichi nei disegni di Pier Leone Ghezzi nel 1971 e Palazzo Mattei di Giove. Le antichità nel 1982. I lavori successivi affrontano le sculture antiche del Palazzo del Quirinale. Ha anche svolto ricerche sulle sculture greche e sulle loro copie in epoca romana.
Muore per una malattia a 59 anni.

## Riconoscimenti
- nel 1991 viene commemorata nel volume  Maria Grazia Picozzi e Filippo Carinci, Studi in memoria di Lucia Guerrini : Vicino Oriente, Egeo, Grecia, Roma e mondo romano, tradizione dell'antico e collezionismo di antichità, Roma, L'Erma di Bretschneider, 1996.

## Opere
- Un gruppo di sculture copte del Museo archeologico di Firenze, Roma, Bardi, 1959.
- A proposito del così detto 'auriga' dei Conservatori, Roma, Istituto di Archeologia, 1959.
- Infanzia di Achille e sua educazione presso Cirene, Roma, L’Erma di Bretschneider, 1961.
- Las incantadas di Salonicco, Roma, Istituto di Archeologia, 1961.
- Vasi di Hadra : tentativo di sistemazione cronologica di una classe ceramica, Roma, L'erma Bretschneider, 1964.
- Un sarcofago dionisiaco del Museo di Grottaferrata, Roma, De Luca, 1967.
- Marmi antichi nei disegni di Pier Leone Ghezzi, Città del vaticano, biblioteca apostolica vaticana, 1971.
- Piccolo ritratto in bronzo dell'Arabia meridionale, Napoli, Istituto orientale di Napoli, 1974.
- Copie romane del tipo Aspasia-Sosandra da Creta, Catania, Tipografia di Università, 1974.
- Problemi statuari: originali e copie, Roma, De Luca, 1975.
- Scritti in memoria di Giovanni Becatti, Roma, De Luca, 1976.
- Tyche della città in Tolemaide di Cirenaica, Roma, L'Erma di Bretschneider, 1979.
- Palazzo Mattei di Giove : le antichità, Roma, L'Erma di Bretschneider, 1982.
- La statua femminile dp 1159 dei giardini del Quirinale, Roma, L'Erma di Bretschneider, 1985.
- 'Indicazioni' giustiniane, 2. Di affreschi e stucchi ritrovati e perduti, Roma, De Luca, 1986.
- Ceres in hortis Car. Ferrariae, Roma, Università degli studi di Roma 'La Sapienza', 1987.
- Dai Giardini del Quirinale al Museo Nazionale Romano, Firenze, Centro Di, 1987.
- Statua di Nemesi da Gortina, Roma, L'Erma di Bretschneider, 1988.